# Hig Roberts
Pour les articles homonymes, voir Roberts.
Hig Roberts est un skieur alpin américain, né le 15 mars 1991. Il est spécialiste des épreuves techniques.

## Biographie
Il commence le ski à l'âge de deux ans à  Steamboat Springs et la compétition à l'âge de neuf ans, se brisant le fémur à l'occasion de ses débuts.
Il prend le départ de ses premières courses FIS en fin d'année 2006, pour gagner ses premières courses lors de la saison 2009-2010. Durant de nombreuses années, il participe 
Dans la Coupe nord-américaine, dont il prend part à sa première manche en 2009, Roberts intègre le top dix en 2013-2014, année où il est diplômé au Middlebury College. En 2013, il a pris part à l'Universiade au Trentin.
En 2014-2015, il intègre l'équipe nationale B et monte sur son premier podium en Coupe nord-américaine en slalom à Panorama. Dans ce circuit continental, il réalise sa meilleure saison en 2016-2017, où il décroche deux succès (un en slalom et un en slalom géant).
Il fait ses débuts en Coupe du monde en octobre 2015, au slalom géant de Sölden. Durant sa carrière, il cumule 31 départs à ce niveau, mais aucune qualification en seconde manche que ce soit en slalom ou slalom géant.
En 2017, il devient champion des États-Unis du slalom géant devant Tim Jitloff, avant de gagner le titre national du slalom en 2018. Il est choisi en tant que remplaçant pour les Jeux olympiques d'hiver de 2018.
Hig Roberts prend sa retraite sportive à l'issue de l'hiver 2018-2019. En 2020, il annonce publiquement son homosexualité et révèle son expérience avec la dépression durant sa carrière. Le 4 juin 2023, lui et son partenaire, le chanteur et acteur Luke Macfarlane, accueillent leur premier enfant, une fille prénommée Tess Eleanor.

## Palmarès

### Coupe nord-américaine
- 5e du classement général en 2017.
- 3e du classement de slalom en 2017.
- 11 podiums, dont 2 victoires.

### Coupe australo-néo-zélandaise
- 2e du classement général en 2014.
- Premier du classement du slalom en 2014.

### Championnats des États-Unis
- Champion du slalom géant en 2017.
- Champion du slalom en 2018.